# Xi Coronae Borealis
Désignations
Xi Coronae Borealis (ξ CrB) est une étoile binaire de la constellation de la Couronne boréale. Elle est visible à l'œil nu avec une magnitude apparente combinée de 4,85. Le système présente une parallaxe annuelle de 17,17 mas mesurée par le satellite Gaia, ce qui permet d'en déduire qu'il est distant d'environ ∼ 190 a.l. (∼ 58,3 pc) de la Terre. Il se rapproche du Système solaire à une vitesse radiale de −29 km/s.
En date de 2009, les deux étoiles du système de Xi Coronae Borealis avaient une distance angulaire de 91 mas et étaient disposées selon un angle de position de 139,4°. Sa composante la plus brillante, désignée Xi Coronae Borealis Aa, est une étoile géante jaune évoluée de type spectral G9IIIFe-0,5, à la limite des étoiles de type K. C'est une étoile du red clump qui génère son énergie par la fusion de l'hélium dans son noyau. Elle est estimée être 2,36 fois plus massive que le Soleil et elle est âgée de 676 millions d'années. Son rayon est huit fois plus grand que le rayon solaire, elle est 36 fois plus lumineuse que le Soleil et sa température de surface est de 4 853 K.